# Theridion macuchi
Theridion macuchi är en spindelart som beskrevs av Claude Lévi 1963. Theridion macuchi ingår i släktet Theridion och familjen klotspindlar.
Artens utbredningsområde är Ecuador. Inga underarter finns listade i Catalogue of Life.